# (73297) 2002 JP68
(73297) 2002 JP68 – planetoida z pasa głównego asteroid okrążająca Słońce w ciągu 3,61 lat w średniej odległości 2,35 j.a. Odkryta 6 maja 2002 roku.